# Kościelnik (Błądkowo)
Kościelnik – przysiółek wsi Błądkowo, w północno-zachodniej Polsce położona w województwie zachodniopomorskim, w powiecie łobeskim, w gminie Dobra.